# 더더
더더(THETHE)는 1997년에 결성된 대한민국의 대표적인 모던 록 밴드로, 독창적인 사운드와 감성으로 국내 록 음악의 중요한 위치를 차지하고 있다.
음악적 영향:
[편집]
90년대 록의 전형을 넘어:더더는 1990년대 중반의 모던 록과 얼터너티브 록의 트렌드를 반영하면서도, 자신들만의 독특한 사운드와 음악적 색깔을 구축했다. 초기 앨범에서부터, 그들의 강렬한 기타 리프와 풍부한 감성의 보컬은 당시 록 음악의 주류와는 다른 새로운 방향성을 제시하며, 한국 록의 지형을 변화시키는데 기여했다.
다양한 장르의 혼합:더더의 음악은 단순한 록에 그치지 않고, 펑크, 훵키, 그리고 블루스 등 다양한 장르의 영향을 받아 그들만의 독특한 사운드를 만들어냈다. 이러한 장르 혼합은 그들의 음악적 깊이를 더하며, 다양한 청중층의 취향을 만족시키는 데 중요한 역할을 했다.
사회적 메시지와 감성:더더는 그들의 음악을 통해 사회적 메시지와 개인적인 감성을 전달하는 데 중점을 두었다. 곡들 속에서 시대의 아픔과 희망, 그리고 개인의 내면적 갈등을 풀어내는 노래들은 많은 청중들에게 깊은 공감을 불러일으켰으며 이러한 음악적 접근은 단순한 오락을 넘어, 생각할 거리를 제공하는 중요한 요소로 작용했다.
현재와 미래:
[편집]
계속되는 음악적 혁신:현재 더더는 보컬 이현영과 함께 음악적 혁신을 지속적으로 추구하고 있다. 이현영의 독창적인 보컬은 밴드의 사운드를 새로운 차원으로 이끌었으며, 8집 이후의 작업들에서는 더욱 실험적이고 창의적인 요소들이 돋보이고 있다. 그녀의 참여는 밴드의 음악적 방향성을 새롭게 정의하고 있으며, 더더의 사운드는 계속해서 진화하고 있음을 증명하고 있다.
2024년, 더더는 결성 27주년을 맞아 정규 10집 앨범을 준비하며, 그들의 음악적 여정을 정리함과 동시에 미래를 향한 새로운 시작을 알리는 중요한 작품으로 기대받고 있다. 최근 발표된 ‘빙글뱅글’, ‘이대로’, ‘작은 새 (Rewind)’, ‘가리워진 꿈 (Rewind)’에 이어, 10월 31일에는 새로운 싱글 ‘으라차차 대한민국’을 발표했다. 이 곡은 단순한 응원가를 넘어 한국 사회를 향한 깊이 있는 메시지와 강렬한 록 에너지를 담고 있다. 특히, 김영준의 간결하고 직관적인 기타 리프는 고전 록의 정수를 현대적 프로덕션으로 세련되게 재해석하며, 과거와 현재를 잇는 다리 역할을 한다. ‘으라차차 대한민국’은 더더의 지속적인 음악적 진화와 실험을 보여주는 곡으로, 팬들과 비평가들에게 높은 평가를 받고 있다.
현대 록 씬의 선도자:현재 더더는 대한민국 모던 록 씬의 선도자로서, 록 음악의 경계를 넓히고 새로운 트렌드를 만들어가고 있으며. 그들의 음악은 여전히 강력한 밴드 사운드와 시대를 초월한 메시지로 청중들에게 깊은 인상을 남기며, 록 음악의 본질을 탐구하고 있다.
더더의 현재와 미래는 그들의 끊임없는 혁신과 열정에 의해 계속해서 빛나고 있으며, 앞으로도 록 음악의 전통을 이어가며 새로운 지평을 여는 데 기여할 것이다. 그들의 음악은 단순한 트렌드를 넘어서, 오랜 시간 동안 사랑받을 클래식으로 자리매김할 것이다.
초기 활동 (1997-1999)
[편집]
더더는 1997년 박혜경을 보컬로 하여 데뷔했다. 첫 정규 앨범 "Delight" 는 발매와 동시에 큰 인기를 끌며, 박혜경의 소울풀한 목소리와 함께 강렬한 록 사운드가 대중의 관심을 모았다. 이어서 발매된 두 번째 음원 "내게 다시" 와 2번째 앨범 타이틀 곡 "It's You" 의 성공으로, 더더를 국내 록 씬의 주요 아티스트로 자리매김하게 했다. 이 시기의 음악은 1990년대 록의 열풍을 주도하며, 명곡들을 통해 대중의 사랑을 받았다.
한희정 시대 (2001-2003)
[편집]
2001년, 한희정이 보컬로 합류하며 밴드는 새로운 전환점을 맞이했다. 한희정의 독특한 음색과 감성적인 보컬 스타일은 밴드의 음악에 새로운 깊이를 더했으며 이 시기에 발매된 세 번째 앨범 "The Main In The Street" 와 네 번째 앨범 "The The Band" 는 모두 음악적 호평을 받았고, 특히 "The The Band" 는 2004년 제1회 한국대중음악상에서 '올해의 음반상'을 수상하며 큰 성과를 거두었다. 이 앨범은 한희정의 음색과 밴드의 음악적 시너지가 절정에 달하며, 록 음악 팬들 사이에서 전설적인 명반으로 여겨지고있다.
명인희와의 새로운 장 (2007-2008)
[편집]
2007년, 명인희가 새로운 보컬로 합류하면서 또 다른 변화의 시대를 열었다. 명인희가 참여한 다섯 번째와 여섯 번째 앨범은 풍부한 감성과 깊이 있는 음악성으로 많은 사랑을 받았고, 그 시기에 발매된 EP 싱글에는 이혜주가 잠시 참여하기도 했다.
양송현 시대 (2011)
[편집]
2011년, 양송현이 7집 앨범의 보컬로 합류하면서 밴드는 새로운 음악적 방향성을 모색했다. 양송현의 개성 있는 보컬은 밴드의 사운드에 신선한 변화를 가져왔다.
이현영과의 현재 (2015-현재)
[편집]
2015년, 더더는 새로운 음악적 장을 열며 보컬리스트이현영을 맞이했다. 이현영의 합류는 밴드의 사운드에 신선하고 혁신적인 변화를 가져왔으며, 그녀의 독창적인 목소리는 더더의 음악에 새로운 차원의 감성과 에너지를 불어넣었다.
이현영은 그녀의 다채롭고 강렬한 보컬을 통해 밴드의 음악적 색깔을 더욱 풍부하고 다채롭게 변화시켰으며 그녀의 음성은 강렬한 폭풍우처럼 격렬하면서도, 때로는 잔잔한 물결처럼 부드럽고 섬세하게 감성을 표현하며, 더더의 음악적 스펙트럼을 확장하는 데 크게 기여했다.
이현영의 보컬은 단순히 강력한 음색에 그치지 않고, 다양한 음악적 요소와 스타일을 자유자재로 넘나드는 능력을 보여주고있다. 그녀는 록의 강렬한 에너지를 전달함과 동시에, 발라드의 섬세한 감성을 표현할 수 있는 폭넓은 스펙트럼을 지니고 있으며 이로 인해 더더의 음악은 더욱 다층적이고 풍부한 텍스처를 가지게 되었고 각 곡마다 새로운 매력을 더하게 되었다.
특히, 이현영의 보컬은 밴드의 악기 구성과 완벽한 조화를 이루며, 각각의 곡에서 독특한 음향적 경험을 선사하였고 그녀의 표현력은 록, 펑크, 훵키, 블루스 등 다양한 장르의 음악적 요소를 자연스럽게 융합시켜, 더더의 음악을 한층 더 혁신적이고 진보적으로 만들었다.
이현영과 함께하는 더더는 단순한 음악적 활동을 넘어서, 감성과 기술의 조화를 이루며, 청중들에게 깊은 인상을 남기고 있다. 그녀의 보컬은 더더의 음악을 새로운 차원으로 이끌었으며, 밴드의 지속적인 진화와 발전을 가능하게 했고 이를 통해 더더는 현재의 음악 씬에서 여전히 중요한 위치를 차지하며, 끊임없이 새로운 음악적 경지를 개척해 나가고 있다.
최근 작업
[편집]
8집 앨범부터 현재까지의 작업들은 이현영의 보컬과 밴드의 독창적인 사운드가 절묘하게 어우러진 결과물들입니다. 이현영의 강렬한 파워와 감성적인 표현력은 더더의 음악적 깊이를 한층 더 강화시켰으며, 팬들과 비평가들 모두에게 큰 호평을 받았다. 그녀는 밴드의 음악적 비전을 새로운 차원으로 끌어올리며, 더더가 현대 록 씬에서 끊임없이 진화하고 있음을 증명하고있다.
최근 27주년 기념 앨범 작업에 매진하며, 더더는 계속해서 새로운 음악적 경지를 탐험하고 있다. 앨범의 선공개 곡'빙글뱅글','이대로','작은 새 (Rewind)','가리워진 꿈(Rewind)', 으라차차 대한민국 등은 이현영의 목소리와 밴드의 창의적 에너지가 완벽히 조화를 이루며, 팬들에게 또 한 번의 감동을 선사했다.
음악적 영향과 현재
[편집]
더더는 1997년 데뷔 이래, 대한민국 록 음악의 중요한 이정표가 되어온 밴드다. 그들의 음악은 단순히 대중의 귀를 사로잡는 것을 넘어서, 록 음악의 정수를 탐구하고 실험하는 여정을 보여주고있다.
주요 곡과 성과
[편집]
히트곡:'내게 다시', 'Delight', 'It's You', 'I Never', '작은 새', 'Baby I Know' 
수상:2004년 제1회 한국대중음악상에서 '올해의 음반상' 수상
대표작:네 번째 정규 앨범"The The Band","Anybody Here"
현재 멤버
[편집]
보컬:이현영
기타 및 프로듀서:김영준
드럼:임한국
베이스:정명성
더더는 계속해서 새로운 싱글과 앨범을 통해 그들의 음악적 영역을 확장하며, 여전히 록 음악의 역사를 만들어가고 있다.

더더는 데뷔 이래 대한민국 록 음악의 중요한 이정표가 되어 왔다. 그들은 이번 곡 ‘으라차차 대한민국’을 통해 록의 본질을 잃지 않으면서도, 록이 갖는 사회적 메시지와 응원의 목소리를 현대적으로 재해석하는데 성공했다. 이 곡은 더더의 음악적 정체성을 담아내는 동시에, 그들이 한국 록 씬에서 앞으로도 새로운 지평을 열어나갈 것이라는 기대감을 품게 한다.

## 구성원
- 김영준 기타, 프로듀서 (1997 ~ 현재)
- 이현영 보컬 (현재)
- 임한국 드럼 (현재)
- 정명성 베이스 (현재)

### 이전 구성원
- 김영준 : 기타, 보컬, (1997 ~ 현재) - 1집 ~ 현재
- 박혜경 : 보컬, (1997 ~ 1999) - 1집, 2집
- 한희정 : 보컬, (1999 ~ 2003) - 3집, 4집
- 명인희 : 보컬, (2003 ~ 2009) - 5집, 6집
- 이혜주 : 보컬, (2009) - 눈물이 흐르다 EP ALBUM 2009
- 양송현 : 보컬, (2011) - 7집
- 이창현 : 베이스, (2003 ~ 2008) - 4집, 5집, 6집
- 김태종 : 드럼, (2003) - 4집
- 조민혁 : 드럼, (2006 ~ 2008) - 5집, 6집
- 박규석: 드럼, (2011 ~ 2017) - 7집, 8집
- 라지웅 : 기타, (2015 ~ 2017) I STAY (SINGLE, 2015), 8집, 내 잘못이죠 (SINGLE, 2016)

## 음반 목록

### 정규 음반
1. The More The Better (1997)
2. The One And The Other (1998)
3. The Man In The Street (2001)
4. The The Band (2003)
5. The Music (2007)
6. Half The Time (2008)
7. How Many Time (2011)
8. Anybody Here (2015)
9. Have A Nice Day (2018)
10. Have A Nice Day (2019 Deluxe Edition)

### 베스트 음반
1. History Album (2005)

### 싱글, EP 음반
1. (EP) 2006 NEW SINGLE
2. (1ST SINGLE) 하나란 (영화 리틀러너)
3. (2ND SINGLE) 여자이니까 (황혼의 사무라이 한국 프로모션)
4. (EP) BRIDGE ALBUM, 2008
5. (3RD SINGLE) 나는 락스타 (영화 미운오리새끼와 랫소의 모험), 2008
6. (4TH SINGLE) I LOVE YOU MOVIE STAR (영화 캔디 - 히스레져), 2008
7. (5TH SINGLE) 나쁜씨 (영화 리벤지 45), 2008
8. (EP) I Am A Special Number, 2009
9. (6TH SINGLE) IT`S HOT, 2009
10. (EP) 눈물이 흐르다, 2009
11. (7TH SINGLE) 못믿을 사람, 2011
12. (8TH SINGLE) 사랑을 부르다, 2011
13. (9TH SINGLE) I STAY, 2015
14. (10TH SINGLE) 내 잘못이죠, 2016
15. (11TH SINGLE) THE FIRST DAY OF FALL, 2017
16. (12TH SINGLE) 9DAY, 2018
17. (13TH SINGLE) 슬픔(Rewind), 2020
18. (Compilation) Again103 Compilation Vol.1 BLACK HORSE, 2020
19. (Compilation) Again103 Compilation Vol.1 I'M GONNA SHOW YOU CRAZY, 2020
20. (14TH SINGLE) COLORS, 2020
21. (15TH SINGLE) 백일몽 (DAYDREAMING), 2021
22. (EP) DRAMATIC IRONY, 2022
23. (16TH SINGLE) 빙글 뱅글, 2022
24. (17TH SINGLE) 이대로, 2023
25. (18TH SINGLE) 작은새 (Rewind), 2023
26. (19TH SINGLE) 가리워진 꿈 (Rewind), 2024
27. (20TH SINGLE) 으라차차 대한민국, 2024

## 수상
| 연도 | 시상식         | 부문                 | 후보작       | 결과 |
| ---- | -------------- | -------------------- | ------------ | ---- |
| 2004 | 한국대중음악상 | 올해의 음반          | The The Band | 수상 |
| 2004 | 한국대중음악상 | 올해의 노래          | "YOU"        | 후보 |
| 2004 | 한국대중음악상 | 올해의 음악인 (그룹) |              | 후보 |